# بالاتينات الانتخابية

Stemma del Palatinato

بالاتينات الراين (بالألمانية : Pfalzgrafschaft bei Rhein) - ولاحقاً بالاتينات الانتخابية (بالألمانية : Kurpfalz) - أراضي تاريخية في الإمبراطورية الرومانية المقدسة. حُكمت بالاتينات من قبل كونت بالاتينات. وتمتع حكامها بامتياز الأمير الناخب في الإمبراطورية الرومانية المقدسة منذ عام 1356.
كانت أراضي بالاتينات الانتخابية أكبر بكثير مما أصبح يعرف فيما بعد باسم بالاتينات الراينية (Rheinpfalz)، على الضفة الغربية لنهر الراين، والآن منطقة البالاتينات الحالية تقع في الولاية الإتحادية الألمانية راينلاند بالاتينات. بالاتينات الانتخابية تشمل أيضا أراضي تقع على الضفة الشرقية للراين، بما في ذلك مدن هايدلبيرغ ومانهايم.

## معرض صور

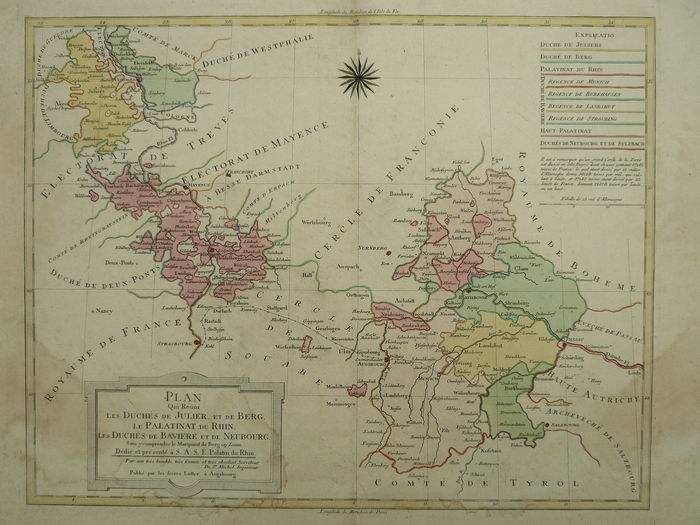
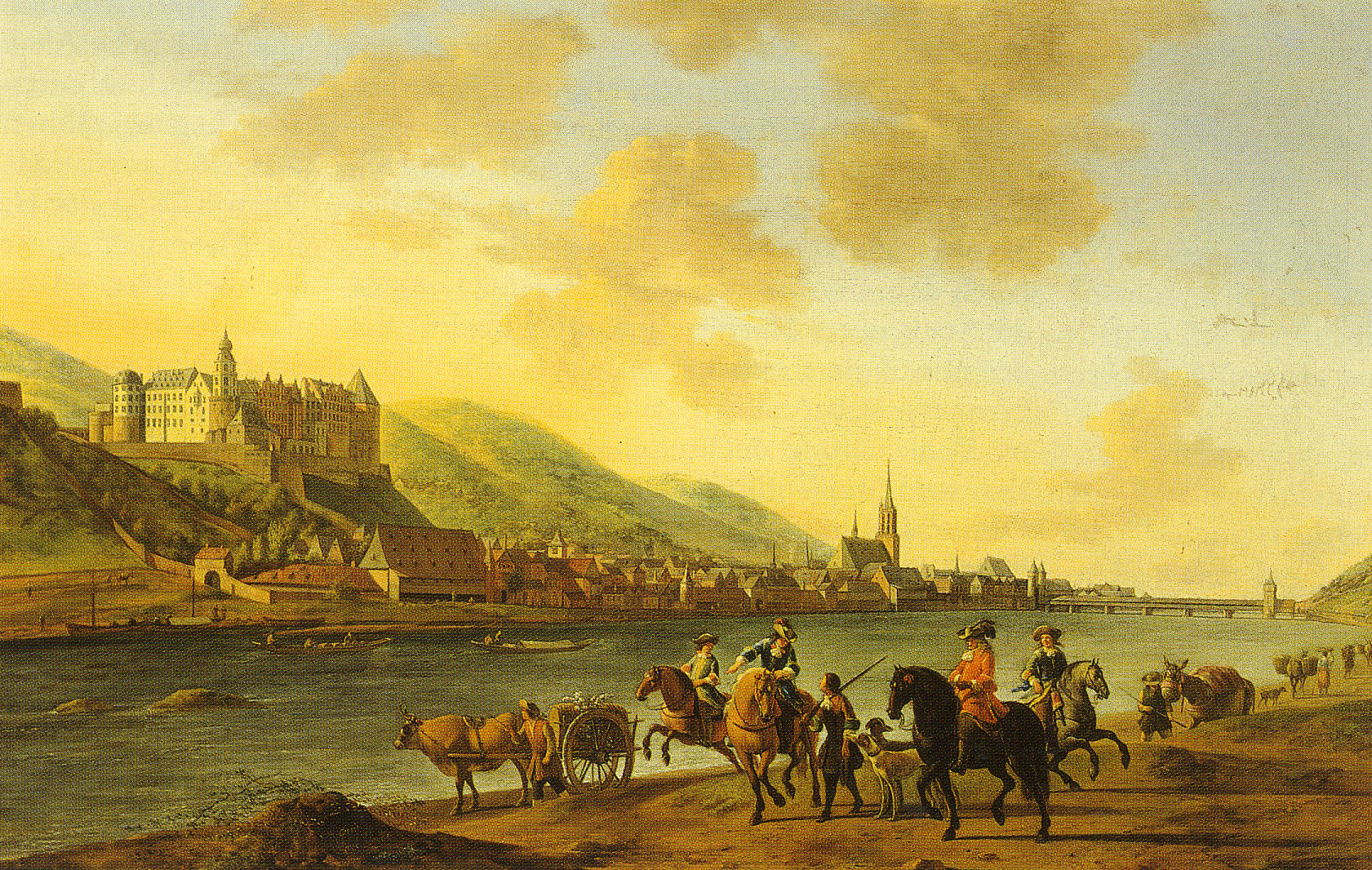
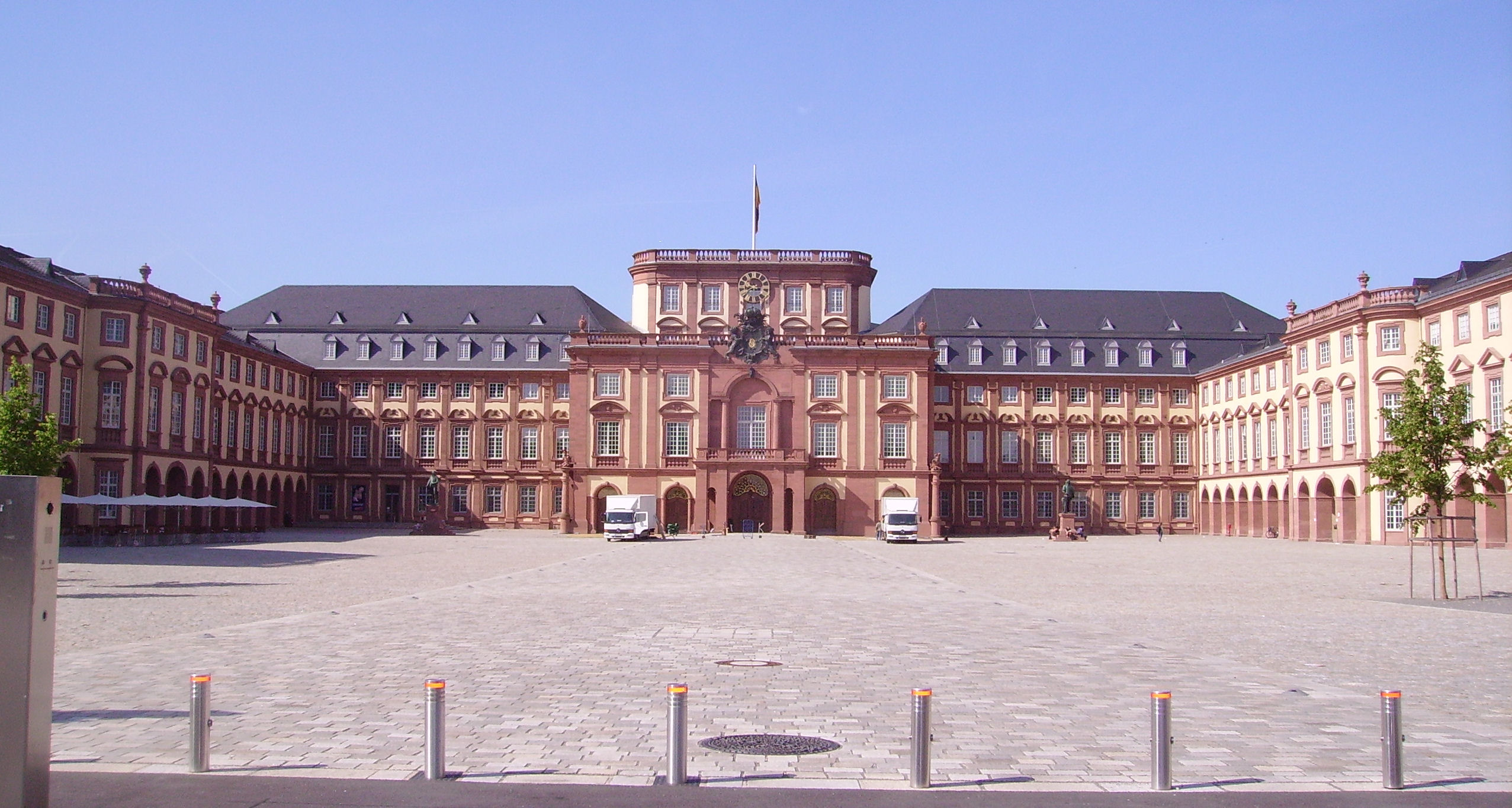
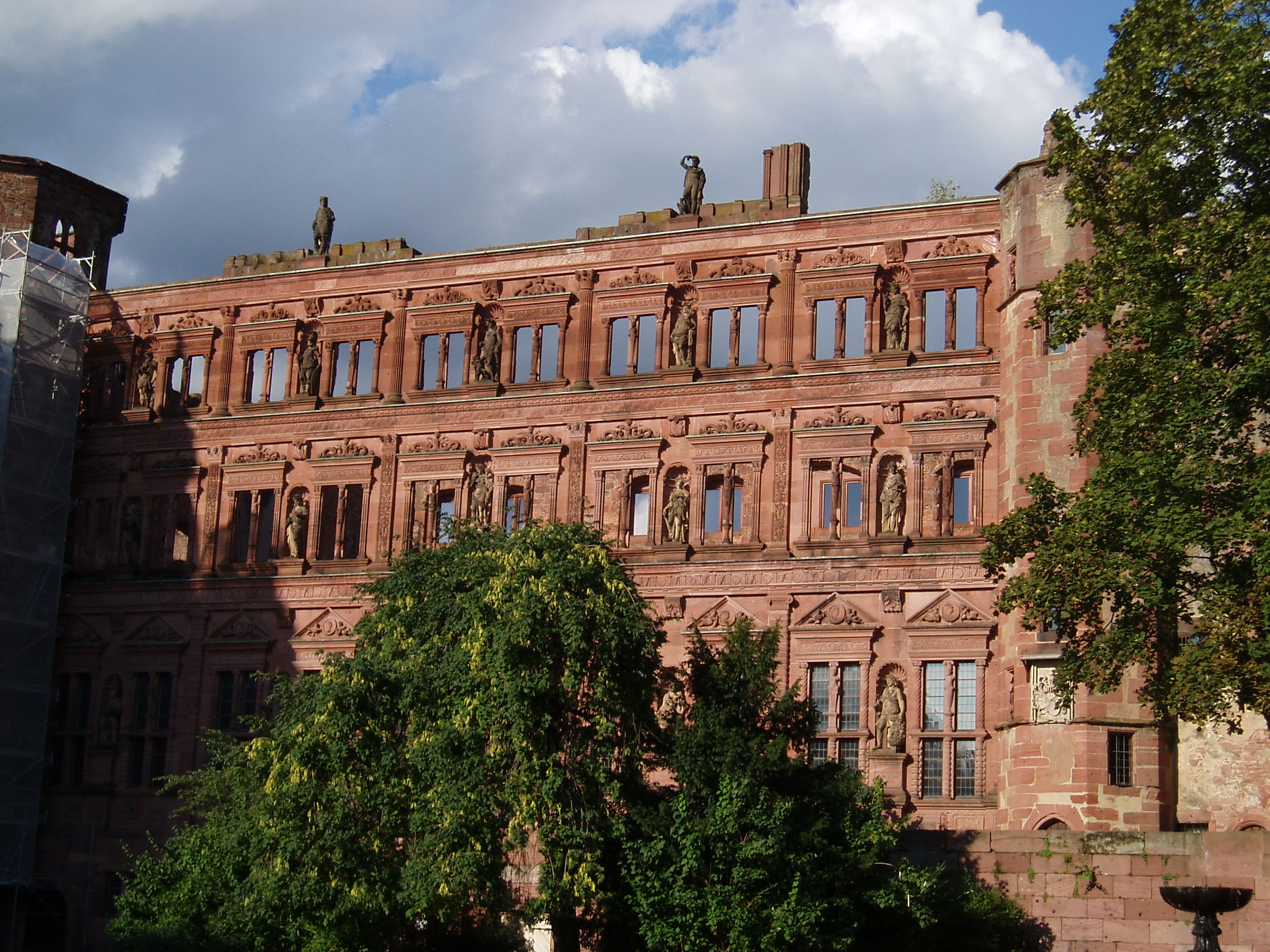
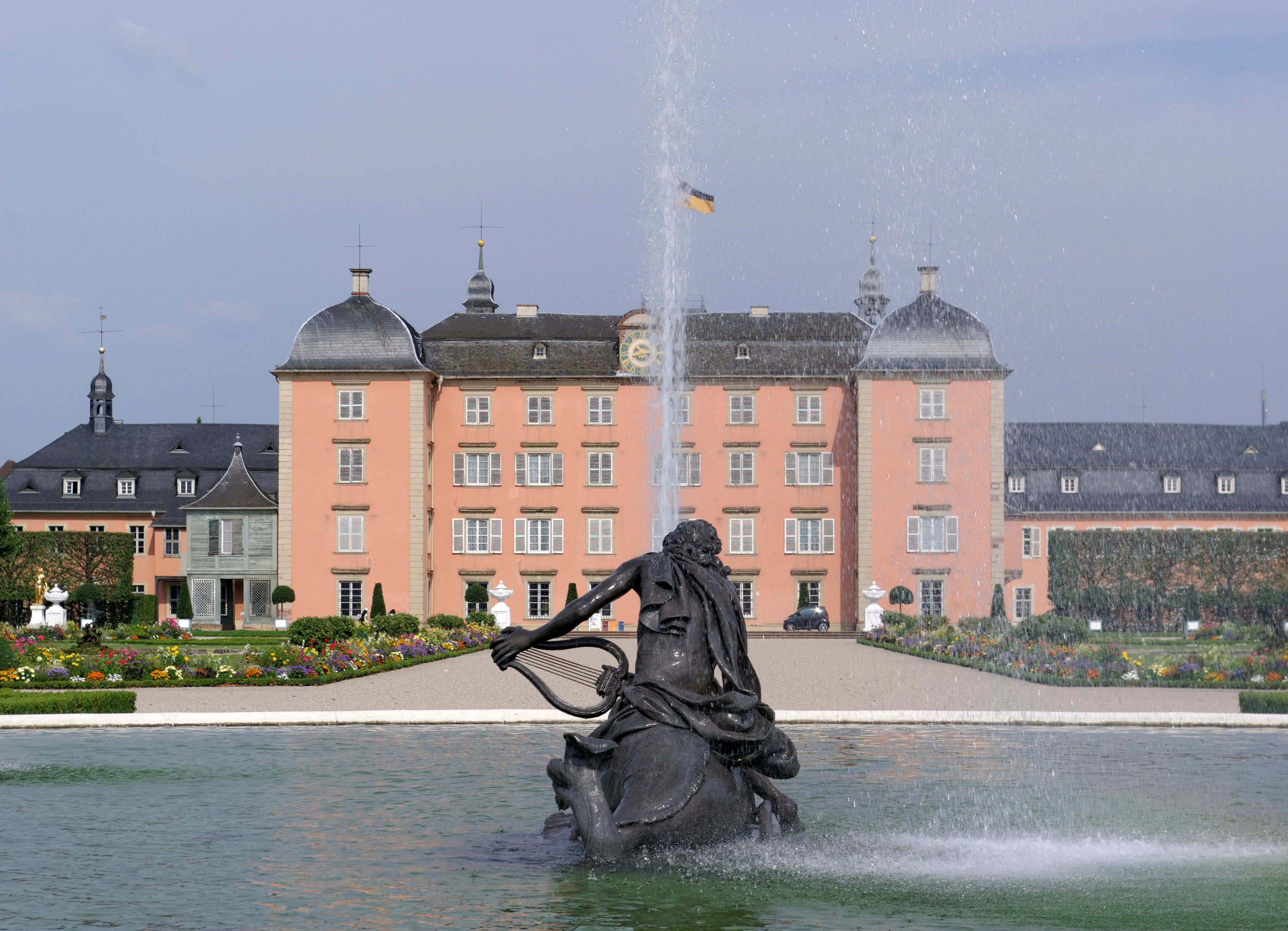